# Komitet Elektrotechniki Polskiej Akademii Nauk
Komitet Elektrotechniki Polskiej Akademii Nauk – jeden z komitetów naukowych Polskiej Akademii Nauk, działający w ramach Wydziału IV – Nauk Technicznych PAN. Został powołany w roku 1952. Komitety PAN działają, podobnie jak cała korporacja, w okresach czteroletnich kadencji. Obecna kadencja trwa w latach 2020–2023.

## Członkowie Komitetu Elektrotechniki PAN
Członkami Komitetu są członkowie rzeczywiści i korespondenci PAN deklarujący udział w pracach danego Komitetu, oraz pochodzący z wyboru uznani przedstawiciele środowisk akademickich i przemysłowych. Prawo wyboru członków Komitetu posiadają samodzielni pracownicy nauki deklarujący daną dziedzinę nauki jako główny obszar swojej działalności badawczej. Zwyczajowo Komitet posiada ok. 40 członków reprezentujących główne ośrodki badawcze z obszaru elektroniki i telekomunikacji w kraju oraz reprezentujących główne nurty tematyczne działalności Komitetu. Jeśli jakaś nowa dziedzina nie jest dostatecznie reprezentowana w Komitecie może on, na zasadzie głosowania członków, przyjąć do swojego grona reprezentanta tej dziedziny o ustalonym autorytecie. Członkowi tacy mają status członków stowarzyszonych. W kadencji 2020-2023 Komitet Elektrotechniki liczy 4 członków PAN (rzeczywistych i korespondentów), 35 członków pochodzących z wyboru oraz 44 członków stowarzyszonych.
W kadencji 2020-2023 w skład komitetu wchodzą z wyboru między innymi Roman Barlik, Elżbieta Frąckowiak, Paweł Idziak, Piotr Kacejko, Tadeusz Kaczorek, Marian Kaźmierkowski, Mariusz Malinowski, Andrzej Sikorski oraz Henryka Stryczewska. Wśród członków stowarzyszonych Komitetu znajdują się między innymi: Jan Mućko, Mirosław Parol, Mariusz Stępień oraz Zbigniew Szczerba.

## Tematyka działalności Komitetu Elektrotechniki PAN
Tematyka działalności Komitetu obejmuje układy zasilania energią elektryczną, systemy oświetleniowe, układy napędowe, grzejnictwo i systemy transportowe, sposoby wykorzystania przemysłowego energii elektrycznej, w tym w transporcie, rolnictwie, budownictwie, gospodarce komunalnej. Główne kierunki prac Komitetu obejmują elektroenergetykę, materiały i technologie elektrotechniczne, metrologię, maszyny, transformatory, aparaty i urządzenia elektryczne, energoelektronikę, napędy i trakcje, technikę świetlną i ogniwa elektryczne.

## Struktura Komitetu Elektrotechniki PAN
Komitetem kieruje przewodniczący i członkowie prezydium. W kadencji 2020-2023 przewodniczącym Komitetu jest profesor Marian Łukaniszyn, a jego zastępcami są profesorowie Andrzej Demenko i Lech Grzesiak. Sekretarzem Komitetu jest dr hab. inż. Rafał M. Wojciechowski.
W ramach Komitetu Elektrotechniki PAN działa pięć Sekcji tematycznych:
- Materiałów i Technologii Elektrotechnicznych,
- Energoelektroniki i Napędu Elektrycznego,
- Maszyn Elektrycznych i Transformatorów,
- Systemów Elektroenergetycznych,
- Teorii Pola i Obwodów Elektrycznych.

Każda Sekcja posiada strukturę analogiczną do struktury Komitetu – prezydium członków i ekspertów z danej dziedziny nauki i techniki. Sekcje, podobnie jak Komitet, działają w trybie zebrań prezydium, plenarnych oraz grup roboczych.
Sekretarzami Naukowymi Komitetu od założenia w 1952 r. do 1989 r. byli: Maciej Nałęcz, Zdzisław Grunwald, Witold Szuman, Andrzej Horodecki.